# Hins Anders
Hins Anders är en oljemålning av den svenske konstnären Anders Zorn från 1904. Den tillhör Thielska galleriet i Stockholm, men är stulen och försvunnen sedan år 2000.

## Om tavlan
Anders Zorn var uppvuxen i Dalarna men hade flyttat därifrån 1875 för att studera vid Konstakademien i Stockholm. Därefter var han främst bosatt utomlands men flyttade tillbaka till Mora 1896. Zorn stödde på flera sätt den spelmansmusik i Dalarna som vid sekelskiftet var på väg att försvinna, fiol och horn, för att ersättas av dragspel.
Zorns intresse för Dalarnas musik återspeglas i flera av hans målningar: Midsommardans (1897), Hornblåserska (1905), Timas Hans (1911) och Dans i Gopsmorstugan (1914) för att bara nämna några få.
Zorn målade tavlan av Hins Anders på hösten 1904. Den hösten målade Zorn tre målningar av profiler i Dalarna, förutom Hins Anders även urmakaren Djos Mats och uppfinnaren Bosl Anders.
Målningen visar en äldre man vars ansikte har ett väldigt karaktäristiskt utseende. Blicken har han fäst på vänsterhandens fingrar som håller i greppbrädan. På locket ser man spår av det pulvriserade harts som används för stråken. Stråken verkar dock överdrivet lång. Hans klädsel måste ha varit ålderdomlig redan då, med en rund mössa och en lång vadmalströja. Bakom honom finns ett bord med en hatt och på väggen syns också de grova timmerstockarna som stugan är byggd av.
Zorn gjorde också en etsning med samma motiv, en etsning som dock är spegelvänd jämfört med målningen.
Erik Axel Karlfeldt besökte Zorn på nyåret 1907 och berättar:
Ack, dessa kvällar i stugornas eldsken, då den vackrast sjungande av nordiska munarter och vår kanske djupast tonande folkmusik blandade sina klanger! Jag var med, då den gamle tvärviggen Hins Anders, storspelmannen framför andra, som ej hade rört en fiol på tjugu år, halvt med våld fördes till Zorngården, där han förmåddes spela dagarna igenom, medan Zorn etsade hans porträtt och Nils Andersson från Lund upptecknade hans underbara melodiförråd. Själv satt jag och lyssnade. Jag tyckte, att ett folks innersta vart mig uppenbarat av denne motsträvige konstnär och poet. Jag förnam ensamheten och svårmodet, jag såg bröllopståg och sorgefölje och hörde gästabudens högburna brus.
Målningen "Hins Anders" finns också som frimärke, då det ingick som mittfrimärke i frimärksblocket Musik i Sverige, vilket utgavs till Frimärkets dag 1983. Detta frimärke utsågs också 1984 till världens vackraste musikfrimärke.
Den stulna tavlan spelar en viktig roll i kriminalromanen "I mästarnas skugga" (2022), av Tony Fischier.

## Stölden
Den 20 juni 2000 blev tavlan stulen från Thielska galleriet på Djurgården i Stockholm. 01.20 bröt sig tjuvar in i galleriet genom ingångsdörren. Trots att automatlarmet gick kunde tjuvarna på tio minuter plocka åt sig fyra tavlor av Anders Zorn, en av Bruno Liljefors och en målning av Olof Sager-Nelson. Enligt tidningen Aftonbladet värderades tavlan av Hins Anders till mellan fem och tio miljoner kronor. Tavlorna är 2020 fortfarande försvunna.